# Warren K. Moorehead

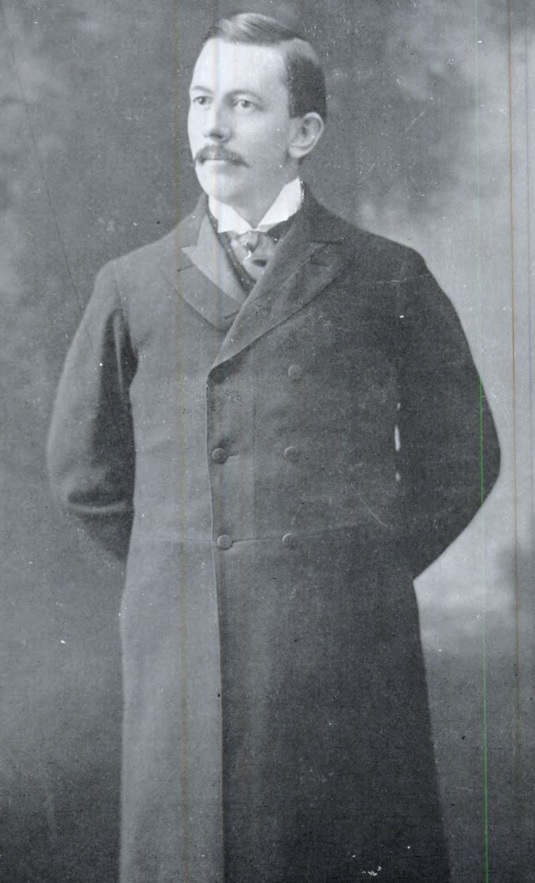
Warren K. Moorehead in 1898

Warren King Moorehead (Siena, Italië, 10 maart 1866 - 5 januari 1939) stond in zijn tijd bekend als de 'Decaan van de Amerikaanse archeologie' (Dean of American archaeology). 
Hij was de zoon van missionarissen. Hij werd begraven in Xenia, Ohio, in de Verenigde Staten.
Van Moorehead werd gezegd dat hij meer opgravingen in oude aardwerken (mounds) deed dan enig andere archeoloog voor of na hem. 
Hij wordt echter door moderne archeologen vaak herinnerd als een destructieve kracht. Dat komt doordat in zijn vroege loopbaan zijn aandacht in de eerste plaats uitging naar artifacten, hij de opgegraven sites onzorgvuldig documenteerde en zelfs veel van zijn eigen notities verloor van het veldwerk (waaronder die van 1891 van de Hopewell Site). 
Toch was Moorehead van invloed in het preserveren van sommige sites, zoals Fort Ancient.